# Werneria submontana
Werneria submontana es una especie de anfibios de la familia Bufonidae.
Es endémica de Camerún.
Su hábitat natural incluye bosques secos tropicales o subtropicales, montanos secos y ríos.
Está amenazada de extinción por la pérdida de su hábitat natural.